# Love Is a Long Road (lied)
"Love Is a Long Road" is een lied van de Amerikaanse zanger-gitarist Tom Petty, afkomstig van zijn solodebuutalbum Full Moon Fever (1989). Het nummer werd nooit als single uitgebracht. Wel stond het in het Verenigd Koninkrijk als B-kant op de single "Free Fallin'". Toch werd het nummer veel gedraaid op de radio en genoot het populariteit. Het belandde op #7 van de Billboard Album Rock Tracks. In 2023 werd het nummer gebruikt als soundtrack van de eerste trailer van het computerspel Grand Theft Auto VI.

## Achtergrond
In 1987 leverde Tom Petty and the Heartbreakers hun zevende album Let Me Up (I've Had Enough) af. Frontman Petty besloot hierna een soloalbum uit te brengen. De opnames vingen nog dat jaar aan. Het idee voor "Love Is a Long Road" is afkomstig van The Heartbreakers-gitarist Mike Campbell die aan het album meewerkte. Hij werd geïnspireerd door zijn motor; hij vond het nummer klinken alsof een motor schakelt. De melodie en de tekst werden geschreven door Petty; Campbell werd als co-auteur vermeld.
Campbell en Petty namen het nummer op terwijl Petty's producer Jeff Lynne (met wie Petty in de supergroep Traveling Wilburys speelde) op dat moment niet aanwezig was. Toen Lynne weer beschikbaar was, maakte hij het lied af. Jim Keltner, die medewerking verleende aan The Heartbreakers' albums Damn the Torpedoes (1979) en Southern Accents (1985), speelde de drumpartij in.

## Ontvangst en populariteit
Matthew Greenwald van AllMusic noemde "Love Is a Long Road" een "stripped-down version" van "Won't Get Fooled Again" of "Baba O'Riley" van The Who. Volgens hem is het een van de krachtigere rocknummers op Petty's solodebuutalbum. Rolling Stone plaatste "Love Is a Long Road" op #38 in hun lijst van Petty's 50 beste nummers. Volgens Maura Johnston van Pitchfork heeft het nummer een vleugje new wave.
Op 5 december 2023 publiceerde computerspelontwikkelaar Rockstar Games de eerste trailer van Grand Theft Auto VI op YouTube. Na een paar dagen had de trailer meerdere Guinness-records gebroken.  "Love Is a Long Road" werd gebruikt als soundtrack van de trailer. Als gevolg van de populariteit van de trailer werd het nummer ineens veel vaker gestreamd. Op Spotify steeg het aantal streams met 36.979% in vergelijking met de statistieken van de week vóór de publicatie van de trailer.

## Hitlijst
Ondanks het feit dat "Love Is a Long Road" nooit als single werd uitgebracht, kreeg het toch veel airplay. Het nummer belandde in 1989 op #7 in de Amerikaanse hitlijst Billboard Album Rock Tracks.
- MusicBrainz work: 1016f0bd-0e1f-4090-b3a5-3dae99590b5c